# 동호회의 목적
"동호회의 목적"은 2016년에 개봉한 대한민국의 영화이다. 

## 캐스팅
- 김희원 : 윤설 역
- 정민주 : 채니 역
- 이준규 : 기용 역
- 고찬우 : 두찬 역
- 김늘메 : 민호 역
- 황지원 : 근애 역
- 김동욱 : 광태 역
- 김혜현 : 경란 역
- 신정만 : 팬션형제 1 역
- 맹상렬 : 팬션형제 2 역
- 함혜영 : 폭탄녀 역
- 권영호 : 남회원 1 역
- 김상현 : 남회원 2 역
- 이향미 : 여회원 1 역
- 이유진 : 여회원 2 역
- 김라온 : 썸녀 역
- 김도희 : 바람녀 역
- 정현우 : 수트남 역
- 도모세 : 선배 역
- 김학룡 : 택시기사 역 (우정출연)